# Чаис
Чаи́с — промежуточная железнодорожная станция Пензенского региона Куйбышевской железной дороги, располагается в селе Павловка Никольского района Пензенской области.

## История
На станции останавливались пассажирские составы.
В 1935 г. вблизи станции около 200 га были переданы ПЧ-7 для сооружения карьера. В 1936 г. он заработал для нужд железной дороги, а в 1949 г. здесь был построен щебёночный завод. Для транспортировки щебня к станции была сооружена канатная дорога с вагонетками протяжённостью 3–4 км. К 1956 г. к станции была проведена узкоколейная железная дорога, а канатная дорога была выведена из эксплуатации. Был построен металлический мост через реку Инза, который сохранился до сих пор. На узкоколейной железной дороге работали 4 паровоза. Работа производилась круглогодично, в 2 смены (по 2 локомотива). Длина 1 состава – 6–8 вагонов-платформ. В начальный период жизни работы узкоколейной ж.-д. паровозы топились дровами, позже – углём. В 1961 году был построен новый щебёночный завод. По узкоколейке начали возить песчаник в глыбах. Узкоколейная железная дорога была закрыта примерно в 1966–68 гг. в связи с переходом на возку породы автотранспортом.
По состоянию на 2021 г. на станции ежедневно формируется вывозной состав на Рузаевку.

## Техническая информация
Станция Чаис расположена на двухпутном участке Кустарёвка — Самара с электротягой постоянного тока. По характеру работы является промежуточной станцией. Путевое развитие включает 4 пути: 2 главных (№ 1, 2) и 2 приёмо-отправочных (№ 3, 4). В чётной горловине к станции примыкает подъездной путь Никольского цементного завода. Комплексный контроль за техническим состоянием путей на станции осуществляет Инзенская дистанция пути (ПЧ-21). Техническое и хозяйственное обслуживание тяговых подстанций и контактной сети обеспечивает Инзенская дистанция электроснабжения (ЭЧ-4 Инза).
Станция включена в диспетчерскую централизацию участка Рузаевка — Новообразцовое. Станция открыта для грузовой работы.